# Sibanggor Julu
Sibanggor Julu is een bestuurslaag in het regentschap Mandailing Natal van de provincie Noord-Sumatra, Indonesië. Sibanggor Julu telt 1228 inwoners (volkstelling 2010).